# هاردویک (مینه‌سوتا)
هاردویک، مینه‌سوتا (به انگلیسی: Hardwick, Minnesota) یک شهر در ایالات متحده آمریکا است که در شهرستان راک واقع شده‌است.

## خصوصیات
هاردویک ۴٫۵۱ کیلومترمربع مساحت و ۱۹۸ نفر جمعیت دارد و ۴۸۹ متر بالاتر از سطح دریا واقع شده‌است.